# Thrasops
Thrasops es un género de serpientes de la familia Colubridae. Sus especies se distribuyen por el África subsahariana, excepto su extremo sur.

## Especies
Se reconocen las siguientes:
- Thrasops flavigularis (Hallowell, 1852)
- Thrasops jacksonii Günther, 1895
- Thrasops occidentalis Parker, 1940
- Thrasops schmidti Loveridge, 1936